# Флямур Кастраті
Флямур Кастраті (алб. Flamur Kastrati, нар. 14 листопада 1991, Осло) — косовський та норвезький футболіст, нападник клубу «Олесунн» та національної збірної Косова.

## Клубна кар'єра
Народився 14 листопада 1991 року в місті Осло. Вихованець юнацьких команд футбольних клубів «Грей» та «Скейд». За останній клуб Кастраті дебютував у 2008 році в Другому дивізіоні, третьому рівні в норвезькій системі футбольних ліг, в якій того року взяв участь у 20 матчах чемпіонату.

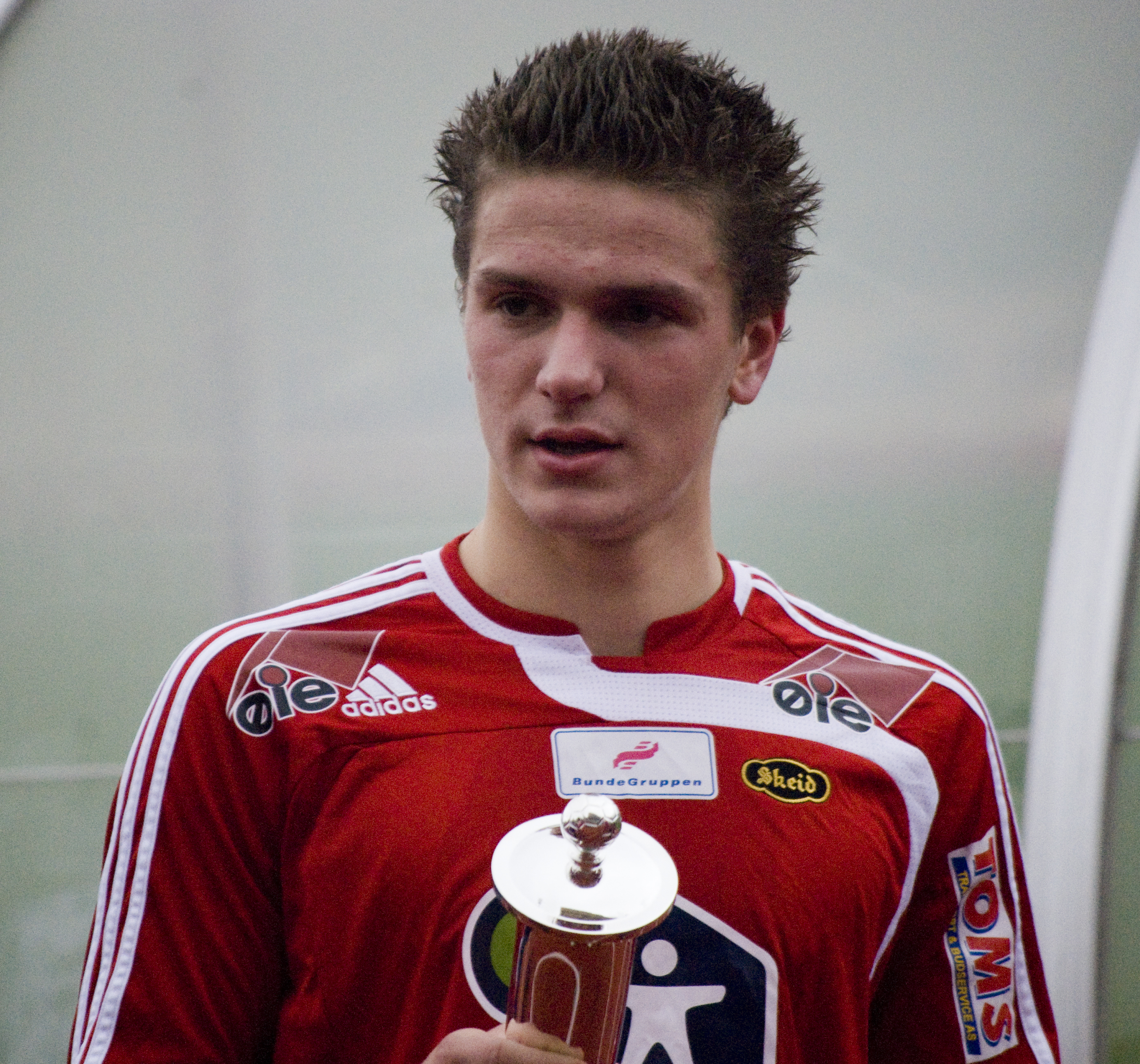
Фламур Кастраті під час виступів за «Скейд». 2008 рік.

У січні 2009 року він був проданий в нідерландський «Твенте», підписавши з цим клубом дворічний контракт. Команда в тому сезоні стала чемпіоном Нідерландів, проте Кастраті в офіційних матчах за клуб зіграти не вдалося, хоча він провів за «Твенте» ряд передсезонних матчів і був включений у заявку на матч Ліги чемпіонів УЄФА 2011/12.
У другій половині сезону 2011/12 Кастраті був відданий в оренду команді «Оснабрюк», що виступала в німецькій Другій Бундеслізі. 16 січня 2011 року Кастраті забив у своєму дебютному матчі за «Оснабрюк» у гостьовому поєдинку проти «Дуйсбурга». 13 березня того ж року в матчі проти «Енергі» Кастраті впав на землю без свідомості після зіткнення з Маркусом Брженска. Матч був зупинений поки Кастраті отримував медичну допомогу на полі і не був доставлений в лікарню на машині швидкої допомоги. Після того, як матч був відновлений, обидві команди перестали грати, просто передаючи м'яч з боку в бік протягом 12 хвилин доданого часу. Медики побоювалися, що шия Кастраті була зламана, і що його футбольна кар'єра закінчилася. Однак Кастраті травмував лише нерв і повинен був повернутися на поле протягом двох тижнів. Кастраті забив гол у своєму першому матчі після відновлення, відзначившись у гостьовому поєдинку проти «Карлсруе» 1 квітня 2011 року.
Влітку 2011 року, після того як «Оснабрюк» вилетів з Другої Бундесліги, Флямур уклав контракт з іншим клубом другого німецького дивізіону «Дуйсбургом», у складі якого провів наступні півтора року своєї кар'єри гравця.
У січні 2013 року Кастраті перейшов у «Ерцгебірге Ауе», підписавши контракт до кінця червня 2015 року , проте вже через півроку контракт було розірвано і нападник повернувся до Норвегії, приєднавшись до «Стремсгодсета».
До складу клубу «Олесунн» приєднався в серпні 2016 року. Відтоді встиг відіграти за команду з Олесунна 2 матчі в національному чемпіонаті.

## Виступи за збірні
2007 року дебютував у складі юнацької збірної Норвегії, взяв участь у 18 іграх на юнацькому рівні, відзначившись 5 забитими голами.
Протягом 2010—2013 років залучався до складу молодіжної збірної Норвегії. Був учасником молодіжного чемпіонату Європи 2013, де зіграв в одному матчі. На молодіжному рівні зіграв в 11 офіційних матчах, забив 3 голи.
У квітні 2013 року Кастраті повідомив албанські ЗМІ, що він буде чекати виклик від збірної Албанії і хоче грати за неї, але вже у лютому 2014 року Флямур оголосив, що він буде виступати за збірну Косово. 
5 березня 2014 року дебютував в офіційних іграх у складі національної збірної Косова у товариському матчі проти збірної Гаїті, замінивши на 86-й хвилині Шпетима Хасані.. Цей матч був першим офіційно визнаним матчем збірної.
| Дата       | Місто               | Господарі         | Результат | Гості  | Турнір           | Голи | Примітки |
| ---------- | ------------------- | ----------------- | --------- | ------ | ---------------- | ---- | -------- |
| 5/3/2014   | Косовська Мітровіца | Косово            | 0 – 0     | Гаїті  | товариський матч | -    |          |
| 7/8/2014   | Приштина            | Косово            | 1 – 0     | Оман   | товариський матч | -    |          |
| 03/06/2016 | Франкфурт-на-Майні  | Фарерські острови | 0 – 2     | Косово | товариський матч | -    | 85'      |
| Усього     |                     | Матчів            | 1         |        | Голів            | 0    |          |

## Титули і досягнення
- Чемпіон Норвегії (1):

«Стремсгодсет»: 2013